# August von Beyer
Hans Ferdinand August von Beyer (* 26. Februar 1786 in Berlin; † 7. Juli 1855 in Erfurt) war ein preußischer Generalleutnant und Ritter des Johanniterordens.

## Leben

### Herkunft
August entstammt der am 21. Oktober 1786 in den preußischen Adelsstand erhobenen Familie von Beyer. Seine Eltern waren Friedrich Eberhard Georg von Beyer (1739–1818) und dessen Ehefrau Auguste Ernestine Sophie, geborene von Böhmer (1754–1826). Sein Vater war Herr auf Schloss Friedeburg sowie preußischer Geheimer Oberfinanzrat und Direktor bei der Hauptstempelkammer. Der Generalmajor Eduard von Beyer (1787–1873) war sein Bruder.

### Militärkarriere
Beyer besuchte das Kadettenhaus in Berlin und trat am 29. März 1800 als Estandartenjunker in das Kürassierregiment „von Borstell“ der Preußischen Armee ein. Dort avancierte er bis April 1802 zum Sekondeleutnant, nahm während des Vierten Koalitionskrieges an der Schlacht bei Auerstedt teil und wurde auf dem Rückzug nach Magdeburg bei der Kapitulation der Festung inaktiv gestellt. Nach dem Frieden von Tilsit dimittierte Beyer am 16. September 1807. Er wurde Anfang Januar 1810 auf Halbsold gesetzt und bekam am 17. Juni 1812 die Genehmigung zum Tragen seiner alten Armeeuniform.
Mit Beginn des Befreiungskriege wurde Beyer als Premierleutnant im mecklenburg-strelitzsche Husarenregiment angestellt. Er kämpfte bei der Belagerung von Mazieres und nahm am Übergang bei Wartenburg teil. Für sein Wirken in der Völkerschlacht bei Leipzig wurde er mit dem Eisernen Kreuz II. Klasse und dem Orden des Heiligen Wladimir IV. Klasse ausgezeichnet. Später kämpfte er bei Laon, wurde bei Paris verwundet und mit dem Eisernen Kreuz I. Klasse ausgezeichnet. Des Weiteren kämpfte er in den Gefechten bei Goldberg, Saint-Dizier, La Chaussee, Chalons, wurde erneut bei Montmirail verwundet sowie bei Château-Thierry, Gue a Tremem und Berry-au-Bac. Ferner bekam er für Claye den Orden der Heiligen Anna II. Klasse mit Brillanten. In der Zeit wurde er am 1. Oktober 1814 Stabsrittmeister und am 27. Juni 1815 Rittmeister.
Nach dem Krieg kam Beyer am 3. Januar 1816 als Adjutant zu Generalleutnant von Dobschütz, am 1. November 1816 wurde er Adjutant des Generalleutnants von Thielmann und am 3. Januar 1816 Adjutant der 13. Division. Am 14. April 1820 stieg Beyer zum Major auf und wurde am 30. März 1824 Adjutant des Generalkommandos des VII. Armee-Korps. Er wurde am 5. Mai 1832 dem Garde-Kürassier-Regiment aggregiert und am 26. April 1832 mit dem Ritterkreuz des Ordens der Württembergischen Krone ausgezeichnet. Man beauftragte Beyer dann am 15. August 1834 mit der Führung des 7. Kürassier-Regiments, beförderte ihn am 30. März 1835 zum Oberstleutnant und ernannte ihn schließlich am 6. Januar 1836 zum Regimentskommandeur. In dieser Stellung wurde er am 30. März 1837 Oberst. Am 7. April 1842 kam er als Kommandeur nach Erfurt zur 8. Kavallerie-Brigade und erhielt Mitte des Monats die Erlaubnis zum Tragen der Uniform des 7. Kürassier-Regiments. Beyer wurde am 12. März 1843 zum Generalmajor befördert und am 14. September 1844 mit dem Komturkreuz mit Stern des Hausordens vom Weißen Falken ausgezeichnet. König Friedrich Wilhelm IV. verlieh Beyer am 23. September 1844 den Roten Adlerorden II. Klasse mit Eichenlaub. Am 8. August 1848 nahm er seinen Abschied mit dem Charakter als Generalleutnant und der gesetzlichen Pension. Er starb am 7. Juli 1855 in Erfurt.

### Familie
Beyer heiratete am 7. Oktober 1834 in Berlin Emma Konstantine Gräfin von Wylich und Lottum (1799–1873), Ehrenstiftsdame zum Heiligen Grabe und Tochter des Kammerherren und Ordenkanzlers des Johanniterordens Karl Friedrich Johann Gustav von Wylich und Lottum (1762–1828). Ihre Schwester Sophie Charlotte (* 1793) war mit dem Generalleutnant Karl von Strantz (1783–1865) verheiratet.